# Allan Nyom
Allan-Roméo Nyom (ur. 10 maja 1988 w Neuilly-sur-Seine) – piłkarz kameruński grający na pozycji środkowego obrońcy w CD Leganés.

## Kariera piłkarska
Nyom urodził się we Francji, w rodzinie pochodzenia kameruńskiego. Karierę piłkarską rozpoczął w klubie AS Nancy. W 2005 roku zadebiutował w rezerwach tego klubu i występował w nich do końca sezon 2007/2008. W 2008 roku przeszedł do trzecioligowego AC Arles-Avignon. W sezonie 2008/2009 wywalczył z Arles awans do Ligue 2.
W 2009 roku Nyom przeszedł do Udinese Calcio. Niedługo potem został wypożyczony do Granady, klubu współpracującego z Udinese. W Granadzie zadebiutował 29 kwietnia 2010 roku w przegranym 1:4 wyjazdowym meczu z Realem Betis. W sezonie 2010/2011 wywalczył z Granadą awans z Segunda División do Primera División.
| Sezon   | Klub                 | Kraj      | Rozgrywki            | Mecze | Bramki |
| ------- | -------------------- | --------- | -------------------- | ----- | ------ |
| 2005/06 | AS Nancy B           | Francja   | CFA                  | 5     | 0      |
| 2006/07 | AS Nancy B           | Francja   | CFA                  | 23    | 1      |
| 2007/08 | AS Nancy B           | Francja   | CFA                  | 30    | 2      |
| 2008/09 | AC Arles-Avignon     | Francja   | Championnat National | 37    | 0      |
| 2009/10 | Granada CF           | Hiszpania | Segunda División     | 30    | 0      |
| 2010/11 | Granada CF           | Hiszpania | Segunda División     | 39    | 1      |
| 2011/12 | Granada CF           | Hiszpania | Primera División     | 32    | 0      |
| 2012/13 | Granada CF           | Hiszpania | Primera División     | 35    | 0      |
| 2013/14 | Granada CF           | Hiszpania | Primera División     | 34    | 0      |
| 2014/15 | Granada CF           | Hiszpania | Primera División     | 34    | 1      |
| 2015/16 | Watford              | Anglia    | Premier League       | 32    | 0      |
| 2016/17 | West Bromwich Albion | Anglia    | Premier League       | 32    | 0      |
| 2017/18 | West Bromwich Albion | Anglia    | Premier League       | 29    | 0      |
| 2018/19 | CD Leganés           | Hiszpania | Primera División     | 23    | 1      |

## Kariera reprezentacyjna
W reprezentacji Kamerunu Nyom zadebiutował w 2011 roku.